# تچینا آرنولد
تچینا آرنولد (به انگلیسی: Tichina Arnold) (زاده ۲۸ ژوئن ۱۹۶۹) بازیگر آمریکایی است.
از فیلم‌های معروف او می‌توان به بازی در فیلم خانه مامان بزرگ، رویداد اصلی اشاره کرد.